# Jason Altmire

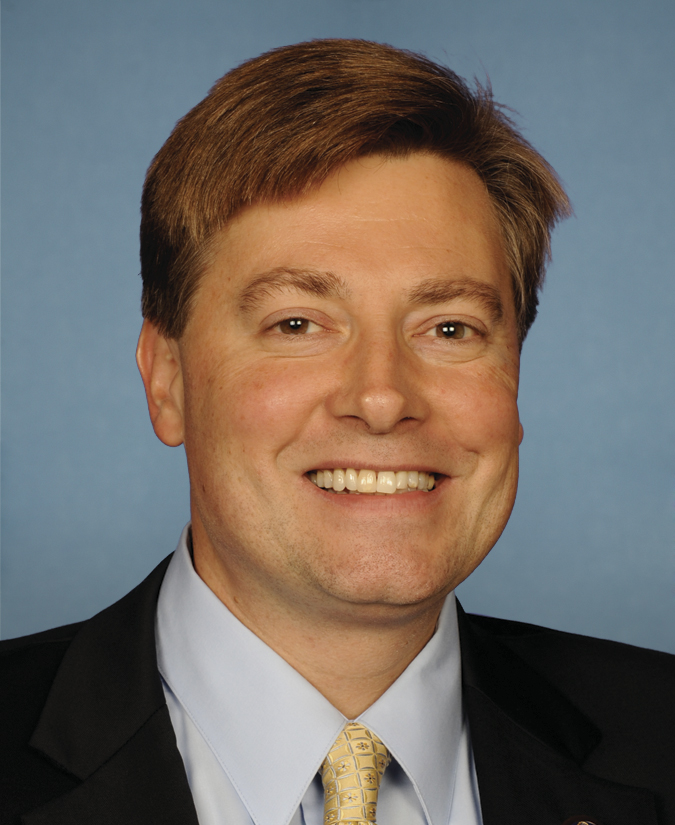
Jason Altmire

Jason Altmire (* 7. März 1968 in Kittanning, Armstrong County, Pennsylvania) ist ein US-amerikanischer Politiker. Zwischen 2007 und 2013 vertrat er den Bundesstaat Pennsylvania im US-Repräsentantenhaus.

## Werdegang
Jason Altmire besuchte zunächst die Burrell High School, wo er bis zu einer Knieverletzung ein erfolgreicher Footballspieler war. Bis 1990 studierte er dann an der Florida State University in Tallahassee. Daran schloss sich bis 1998 ein Studium an der George Washington University in Washington, D.C. an. Zwischen 1991 und 1996 gehörte er zum Stab des Kongressabgeordneten Pete Peterson aus Florida. Im Jahr 1998 kehrte er nach Pennsylvania zurück, wo er für das Medical Center der University of Pittsburgh arbeitete. Er war auch Mitglied zahlreicher gesellschaftlicher Organisationen. Politisch wurde er Mitglied der Demokratischen Partei.
Bei den Kongresswahlen des Jahres 2006 wurde Altmire im vierten Wahlbezirk von Pennsylvania in das US-Repräsentantenhaus in Washington gewählt, wo er am 3. Januar 2007 die Nachfolge von Melissa Hart antrat. Nach zwei Wiederwahlen konnte er sein Mandat im Kongress bis zum 3. Januar 2013 ausüben. Da er sich bei den Vorwahlen seiner Partei im April 2012 nicht gegen Mark Critz durchsetzen konnte, wurde er nicht mehr zur Wiederwahl nominiert. Altmire galt als moderater Abgeordneter. Er war Mitglied im Ausschuss für Bildung und Arbeit und im Ausschuss für Verkehr und Infrastruktur sowie in insgesamt fünf Unterausschüssen.